# Danh sách tiểu hành tinh: 22801–22900
| Tên                | Tên đầu tiên | Ngày phát hiện       | Nơi phát hiện                      | Người phát hiện        |
| ------------------ | ------------ | -------------------- | ---------------------------------- | ---------------------- |
| 22801 -            | 1999 NP39    | 14 tháng 7 năm 1999  | Socorro                            | LINEAR                 |
| 22802 Sigiriya     | 1999 PK6     | 13 tháng 8 năm 1999  | Anderson Mesa                      | LONEOS                 |
| 22803 -            | 1999 RV      | 4 tháng 9 năm 1999   | Catalina                           | CSS                    |
| 22804 -            | 1999 RZ1     | 6 tháng 9 năm 1999   | Đài thiên văn Zvjezdarnica Višnjan | K. Korlević            |
| 22805 -            | 1999 RR2     | 6 tháng 9 năm 1999   | Catalina                           | CSS                    |
| 22806 -            | 1999 RZ3     | 4 tháng 9 năm 1999   | Catalina                           | CSS                    |
| 22807 -            | 1999 RK7     | 3 tháng 9 năm 1999   | Kitt Peak                          | Spacewatch             |
| 22808 -            | 1999 RU12    | 7 tháng 9 năm 1999   | Socorro                            | LINEAR                 |
| 22809 Kensiequade  | 1999 RL13    | 7 tháng 9 năm 1999   | Socorro                            | LINEAR                 |
| 22810 Rawat        | 1999 RQ14    | 7 tháng 9 năm 1999   | Socorro                            | LINEAR                 |
| 22811 -            | 1999 RS15    | 7 tháng 9 năm 1999   | Socorro                            | LINEAR                 |
| 22812 Ricker       | 1999 RY15    | 7 tháng 9 năm 1999   | Socorro                            | LINEAR                 |
| 22813 -            | 1999 RY17    | 7 tháng 9 năm 1999   | Socorro                            | LINEAR                 |
| 22814 -            | 1999 RJ18    | 7 tháng 9 năm 1999   | Socorro                            | LINEAR                 |
| 22815 Sewell       | 1999 RN18    | 7 tháng 9 năm 1999   | Socorro                            | LINEAR                 |
| 22816 -            | 1999 RL21    | 7 tháng 9 năm 1999   | Socorro                            | LINEAR                 |
| 22817 Shankar      | 1999 RC23    | 7 tháng 9 năm 1999   | Socorro                            | LINEAR                 |
| 22818 -            | 1999 RX25    | 7 tháng 9 năm 1999   | Socorro                            | LINEAR                 |
| 22819 Davidtao     | 1999 RY26    | 7 tháng 9 năm 1999   | Socorro                            | LINEAR                 |
| 22820 -            | 1999 RM31    | 9 tháng 9 năm 1999   | Đài thiên văn Zvjezdarnica Višnjan | K. Korlević            |
| 22821 -            | 1999 RS33    | 2 tháng 9 năm 1999   | Eskridge                           | G. Bell, G. Hug        |
| 22822 -            | 1999 RT35    | 12 tháng 9 năm 1999  | Đài thiên văn Zvjezdarnica Višnjan | K. Korlević            |
| 22823 -            | 1999 RN38    | 13 tháng 9 năm 1999  | Višnjan Observatory                | K. Korlević            |
| 22824 von Neumann  | 1999 RP38    | 12 tháng 9 năm 1999  | Ondřejov                           | P. Pravec, P. Kušnirák |
| 22825 -            | 1999 RO39    | 13 tháng 9 năm 1999  | Zeno                               | T. Stafford            |
| 22826 -            | 1999 RR42    | 14 tháng 9 năm 1999  | Đài thiên văn Zvjezdarnica Višnjan | K. Korlević            |
| 22827 Arvernia     | 1999 RQ45    | 8 tháng 9 năm 1999   | Uccle                              | T. Pauwels             |
| 22828 Jaynethomp   | 1999 RF50    | 7 tháng 9 năm 1999   | Socorro                            | LINEAR                 |
| 22829 Paigerin     | 1999 RH52    | 7 tháng 9 năm 1999   | Socorro                            | LINEAR                 |
| 22830 Tinker       | 1999 RW52    | 7 tháng 9 năm 1999   | Socorro                            | LINEAR                 |
| 22831 Trevanvoorth | 1999 RF53    | 7 tháng 9 năm 1999   | Socorro                            | LINEAR                 |
| 22832 -            | 1999 RM54    | 7 tháng 9 năm 1999   | Socorro                            | LINEAR                 |
| 22833 Scottyu      | 1999 RR75    | 7 tháng 9 năm 1999   | Socorro                            | LINEAR                 |
| 22834 -            | 1999 RL76    | 7 tháng 9 năm 1999   | Socorro                            | LINEAR                 |
| 22835 Rickgardner  | 1999 RT88    | 7 tháng 9 năm 1999   | Socorro                            | LINEAR                 |
| 22836 Leeannragasa | 1999 RH89    | 7 tháng 9 năm 1999   | Socorro                            | LINEAR                 |
| 22837 Richardcruz  | 1999 RR90    | 7 tháng 9 năm 1999   | Socorro                            | LINEAR                 |
| 22838 Darcyhampton | 1999 RF91    | 7 tháng 9 năm 1999   | Socorro                            | LINEAR                 |
| 22839 Richlawrence | 1999 RW92    | 7 tháng 9 năm 1999   | Socorro                            | LINEAR                 |
| 22840 Villarreal   | 1999 RB98    | 7 tháng 9 năm 1999   | Socorro                            | LINEAR                 |
| 22841 -            | 1999 RK105   | 8 tháng 9 năm 1999   | Socorro                            | LINEAR                 |
| 22842 Alenashort   | 1999 RC107   | 8 tháng 9 năm 1999   | Socorro                            | LINEAR                 |
| 22843 Stverak      | 1999 RF107   | 8 tháng 9 năm 1999   | Socorro                            | LINEAR                 |
| 22844 -            | 1999 RU111   | 9 tháng 9 năm 1999   | Socorro                            | LINEAR                 |
| 22845 -            | 1999 RA115   | 9 tháng 9 năm 1999   | Socorro                            | LINEAR                 |
| 22846 Fredwhitaker | 1999 RN120   | 9 tháng 9 năm 1999   | Socorro                            | LINEAR                 |
| 22847 Utley        | 1999 RO121   | 9 tháng 9 năm 1999   | Socorro                            | LINEAR                 |
| 22848 Chrisharriot | 1999 RJ125   | 9 tháng 9 năm 1999   | Socorro                            | LINEAR                 |
| 22849 -            | 1999 RZ125   | 9 tháng 9 năm 1999   | Socorro                            | LINEAR                 |
| 22850 -            | 1999 RZ126   | 9 tháng 9 năm 1999   | Socorro                            | LINEAR                 |
| 22851 -            | 1999 RX127   | 9 tháng 9 năm 1999   | Socorro                            | LINEAR                 |
| 22852 Kinney       | 1999 RN129   | 9 tháng 9 năm 1999   | Socorro                            | LINEAR                 |
| 22853 -            | 1999 RH130   | 9 tháng 9 năm 1999   | Socorro                            | LINEAR                 |
| 22854 -            | 1999 RY131   | 9 tháng 9 năm 1999   | Socorro                            | LINEAR                 |
| 22855 Donnajones   | 1999 RG139   | 9 tháng 9 năm 1999   | Socorro                            | LINEAR                 |
| 22856 Stevenzeiher | 1999 RX142   | 9 tháng 9 năm 1999   | Socorro                            | LINEAR                 |
| 22857 Hyde         | 1999 RJ143   | 9 tháng 9 năm 1999   | Socorro                            | LINEAR                 |
| 22858 Suesong      | 1999 RV143   | 9 tháng 9 năm 1999   | Socorro                            | LINEAR                 |
| 22859 -            | 1999 RF146   | 9 tháng 9 năm 1999   | Socorro                            | LINEAR                 |
| 22860 Francylemp   | 1999 RA149   | 9 tháng 9 năm 1999   | Socorro                            | LINEAR                 |
| 22861 -            | 1999 RY149   | 9 tháng 9 năm 1999   | Socorro                            | LINEAR                 |
| 22862 Janinedavis  | 1999 RG152   | 9 tháng 9 năm 1999   | Socorro                            | LINEAR                 |
| 22863 Namarkarian  | 1999 RJ152   | 9 tháng 9 năm 1999   | Socorro                            | LINEAR                 |
| 22864 -            | 1999 RO161   | 9 tháng 9 năm 1999   | Socorro                            | LINEAR                 |
| 22865 Amymoffett   | 1999 RQ173   | 9 tháng 9 năm 1999   | Socorro                            | LINEAR                 |
| 22866 -            | 1999 RQ179   | 9 tháng 9 năm 1999   | Socorro                            | LINEAR                 |
| 22867 -            | 1999 RZ184   | 9 tháng 9 năm 1999   | Socorro                            | LINEAR                 |
| 22868 Karst        | 1999 RX187   | 9 tháng 9 năm 1999   | Socorro                            | LINEAR                 |
| 22869 Brianmcfar   | 1999 RP190   | 10 tháng 9 năm 1999  | Socorro                            | LINEAR                 |
| 22870 Rosing       | 1999 RO193   | 14 tháng 9 năm 1999  | Fountain Hills                     | C. W. Juels            |
| 22871 Ellenoei     | 1999 RX193   | 7 tháng 9 năm 1999   | Socorro                            | LINEAR                 |
| 22872 Williamweber | 1999 RM194   | 7 tháng 9 năm 1999   | Socorro                            | LINEAR                 |
| 22873 Heatherholt  | 1999 RR194   | 7 tháng 9 năm 1999   | Socorro                            | LINEAR                 |
| 22874 Haydeephelps | 1999 RO197   | 8 tháng 9 năm 1999   | Socorro                            | LINEAR                 |
| 22875 Lanejackson  | 1999 RB198   | 8 tháng 9 năm 1999   | Socorro                            | LINEAR                 |
| 22876 -            | 1999 RR198   | 9 tháng 9 năm 1999   | Socorro                            | LINEAR                 |
| 22877 Reginamiller | 1999 RR200   | 8 tháng 9 năm 1999   | Socorro                            | LINEAR                 |
| 22878 -            | 1999 RA202   | 8 tháng 9 năm 1999   | Socorro                            | LINEAR                 |
| 22879 -            | 1999 RJ211   | 8 tháng 9 năm 1999   | Socorro                            | LINEAR                 |
| 22880 Pulaski      | 1999 RL224   | 7 tháng 9 năm 1999   | Anderson Mesa                      | LONEOS                 |
| 22881 -            | 1999 RJ227   | 5 tháng 9 năm 1999   | Kitt Peak                          | Spacewatch             |
| 22882 -            | 1999 RV230   | 8 tháng 9 năm 1999   | Catalina                           | CSS                    |
| 22883 -            | 1999 RC231   | 8 tháng 9 năm 1999   | Catalina                           | CSS                    |
| 22884 -            | 1999 RK236   | 8 tháng 9 năm 1999   | Catalina                           | CSS                    |
| 22885 -            | 1999 RS239   | 8 tháng 9 năm 1999   | Anderson Mesa                      | LONEOS                 |
| 22886 -            | 1999 SB2     | 18 tháng 9 năm 1999  | Socorro                            | LINEAR                 |
| 22887 -            | 1999 SX3     | 29 tháng 9 năm 1999  | Đài thiên văn Zvjezdarnica Višnjan | K. Korlević            |
| 22888 -            | 1999 SL4     | 29 tháng 9 năm 1999  | Višnjan Observatory                | K. Korlević            |
| 22889 Donnablaney  | 1999 SU7     | 29 tháng 9 năm 1999  | Socorro                            | LINEAR                 |
| 22890 Ruthaellis   | 1999 SF8     | 29 tháng 9 năm 1999  | Socorro                            | LINEAR                 |
| 22891 -            | 1999 SO11    | 30 tháng 9 năm 1999  | Catalina                           | CSS                    |
| 22892 -            | 1999 SV16    | 29 tháng 9 năm 1999  | Catalina                           | CSS                    |
| 22893 -            | 1999 SD18    | 30 tháng 9 năm 1999  | Socorro                            | LINEAR                 |
| 22894 -            | 1999 TW      | 1 tháng 10 năm 1999  | Đài thiên văn Zvjezdarnica Višnjan | K. Korlević            |
| 22895 -            | 1999 TV5     | 6 tháng 10 năm 1999  | High Point                         | D. K. Chesney          |
| 22896 -            | 1999 TU6     | 6 tháng 10 năm 1999  | Đài thiên văn Zvjezdarnica Višnjan | K. Korlević, M. Jurić  |
| 22897 -            | 1999 TH7     | 6 tháng 10 năm 1999  | Višnjan Observatory                | K. Korlević, M. Jurić  |
| 22898 Falce        | 1999 TF12    | 10 tháng 10 năm 1999 | Gnosca                             | S. Sposetti            |
| 22899 -            | 1999 TO14    | 11 tháng 10 năm 1999 | Đài thiên văn Zvjezdarnica Višnjan | K. Korlević, M. Jurić  |
| 22900 Trudie       | 1999 TW14    | 11 tháng 10 năm 1999 | Fountain Hills                     | C. W. Juels            |